# Lure
Lure és un municipi de francès situat al departament de l'Alt Saona i a la regió de Borgonya - Franc Comtat. És la capital de l' arrondissement (districte) homònim, un dels dos de què consta el departament.